# G. W. Bridge
George Washington "G. W." Bridge è un personaggio dei fumetti creato da Fabian Nicieza (testi) e Rob Liefeld (disegni), pubblicato dalla Marvel Comics. La sua prima apparizione avviene in X-Force (Vol. 1) n. 1 (agosto 1991).
Battezzato in onore dell'omonimo ponte, G. W. Bridge è un ex-mercenario divenuto agente di alto rango dello S.H.I.E.L.D. ed occasionale alleato di Cable.

## Biografia del personaggio

### Primi anni
Nato ad Harlem, New York, G. W. Bridge si è sempre fatto chiamare con le sole iniziali per evitare battute sul suo nome e, a diciassette anni, si è unito allo U.S. Army per combattere la guerra del Vietnam al termine della quale decide di mettersi a capo di un gruppo di mercenari composto da Theodore Winchester (Grizzly), Neena Thurman (Domino), Garrison Kane e Eugene Eisenhower "Ike" Canty (Hammer), gli "Wild Pack" poi ribattezzatisi "Six Pack" per evitare l'associazione con l'omonimo gruppo guidato da Silver Sable. Dopo una serie di fruttuose collaborazioni con Cable, i Six Pack vengono decimati nel corso di una missione contro Stryfe e Bridge, miracolosamente sopravvissuto, incolpa Cable dell'accaduto giurando di vendicarsi.

### S.H.I.E.L.D.
Unitosi allo S.H.I.E.L.D., Bridge scala rapidamente la scala gerarchica arrivando a ricoprire la carica di direttore esecutivo in assenza di Fury e Dugan; nel momento in cui Cable si unisce ai Nuovi Mutanti trasformandoli nella X-Force, Bridge si allea con il Dipartimento K formando Arma P.R.I.M.E., una squadra di vecchi nemici dell'eroe che, tuttavia fallisce nell'incarico di eliminarlo.
Dopo essersi scontrati nuovamente Bridge e Cable si riappacificano tanto che l'agente S.H.I.E.L.D. informa il viaggiatore temporale dell'Operazione: Zero Tolerance, sebbene, nonostante ciò, i due si trovino occasionalmente di nuovo su fronti diversi. Successivamente, per ragioni ignote, Bridge lascia nuovamente lo S.H.I.E.L.D. tornando a dedicarsi all'attività di mercenario.

### Civil War
Poco dopo la fine ufficiale della guerra civile dei superumani Bridge, vistosamente invecchiato, ingrassato e convertitosi all'Islam, torna nello S.H.I.E.L.D. su richiesta di Jasper Sitwell per guidare una task force incaricata di catturare Punisher ma, dopo una serie di fallimenti, il nuovo direttore dell'organizzazione spionistica, Tony Stark, lo estromette dall'indagine Bridge tuttavia continua a dare la caccia al vigilante come freelance e, successivamente si dimette nuovamente dallo S.H.I.E.L.D..
Successivamente rapito dalla gang di Hood assieme alla sua famiglia, Bridge viene assassinato da Micro come vittima sacrificale di un rituale per far tornare in vita le famiglie dell'hacker e di Castle.

## Poteri e abilità
Bridge è un abile stratega e, a dispetto dell'età avanzata, possiede una forza fisica enorme. Grande esperto di combattimento corpo a corpo e nell'uso delle armi da fuoco, avendo lavorato prima come mercenario e poi allo S.H.I.E.L.D. è inoltre divenuto un grande esperto di spionaggio e dispone di una fitta rete di contatti su scala globale.

## Altre versioni
Nel futuro alternativo di MC2, G. W. Bridge è divenuto il primo Presidente degli Stati Uniti afroamericano e condivide un profondo legame con Visione e gli A-Next (eredi dei Vendicatori).

## Altri media
- G. W. Bridge compare in un breve cameo nella serie animata Insuperabili X-Men mentre, assieme a Iron Man e War Machine, assiste ad una conferenza su un presunto virus liberato dai mutanti.